# Бенбаджи, Хагит
Хагит Бенбаджи (ивр. חגית בנבג'י‎, 12 апреля 1966, Израиль — 20 июля 2025) — израильский философ.

## Биография
Бенбаджи родилась 12 апреля 1966 года. В 1991 году она окончила Еврейский университет в Иерусалиме, в 1996 году получила степень магистра, а в 2002 году защитила докторскую диссертацию. В 2003 году она была назначена преподавателем кафедры философии Университета имени Бен-Гуриона в Негеве. Области исследований профессора Бенбаджи включают философию сознания и метафизику, а именно три центральных вопроса: вопрос о статусе цветов (являются ли они объективными свойствами вещей? Выступают ли они перед нами в опыте такими, какие они есть?), природу чувственного восприятия (зависит ли оно от понятий? Оправдывает ли оно нашу систему убеждений?), а также что такое эмоции и как они связаны с моральными качествами (оправданы ли эмоции? Подлежат ли они рациональной критике?), а также вопрос о противоречии между нашим повседневным и научным мировоззрением.
Бенбаджи умерла 20 июля 2025 года в возрасте 59 лет. Она была похоронена на кладбище Хар ха-Менухот в Иерусалиме.